# Olszanica
Olszanica è un comune rurale polacco del distretto di Lesko, nel voivodato della Precarpazia.
Ricopre una superficie di 94,02 km².